# Secrétaire général du Parti communiste chinois
Le secrétaire général du Comité central du Parti communiste chinois (en chinois, 中国共产党中央委员会总书记 ; en pinyin, Zhōngguó Gòngchǎndǎng Zhōngyāng Wěiyuánhuì Zǒngshūjì) est le représentant le plus élevé dans la hiérarchie du Parti communiste chinois (PCC) et le chef du secrétariat général du Parti communiste chinois. Le poste de dirigeant du parti primait auparavant sur celui de chef d'État en république populaire de Chine. Depuis les années 1990, les postes de secrétaire général du parti et de président de la république populaire de Chine tendent à nouveau à être assumés par la même personne, sauf en période de transition.
Le secrétaire général est aussi le représentant le plus élevé dans la hiérarchie du Comité permanent du bureau politique du Parti communiste chinois.
De 1943 à 1980, le chef du PCC porte le titre de président du Comité central du Parti communiste chinois (en chinois 中国共产党中央委员会主席 ; en pinyin Zhōngguó Gòngchǎndǎng Zhōngyāng Wěiyuánhuì Zhǔxí), poste occupé par Mao Zedong jusqu'en 1976. Le secrétaire général est alors son numéro deux, chargé de l'administration du parti. Avec la chute de Deng Xiaoping en 1967, le poste de secrétaire général est supprimé. Le 11 septembre 1982, c’est le titre de président qui est supprimé : le chef du parti est désormais son secrétaire général, poste qui avait été recréé l'année précédente.
Le secrétaire général actuel est Xi Jinping, en fonction depuis le 15 novembre 2012.

## Liste des chefs du Parti communiste chinois
- Chen Duxiu (secrétaire général, 1921-1922, 1925-1928)
- Xiang Zhongfa (1928-1931)
- Li Lisan (intérim, 1929-1930)
- Wang Ming (intérim, 1931-1932)
- Qin Bangxian (1932-1935)
- Zhang Wentian (1935-1943)
- Mao Zedong (président du parti, 1943-1976)
  - Deng Xiaoping (secrétaire général, 1956-1967 ; poste supprimé ensuite jusqu'en 1980)
- Hua Guofeng (président, 1976-1981)
- Hu Yaobang (1980-1987 : nommé secrétaire général en 1980 ; cumule les postes de président et de secrétaire général de 1981 à 1982 ; poste de président supprimé ensuite)
- Zhao Ziyang (1987-1989)
- Jiang Zemin (1989-2002)
- Hu Jintao (2002-2012)
- Xi Jinping (depuis le 15 novembre 2012)[1],[2].

## Présidence de la Commission militaire centrale
Le poste de président de la Commission militaire centrale est également détenu par la plupart des dirigeants — officiels ou de facto — du PCC :
- Mao Zedong de 1943 à 1976 ;
- Hua Guofeng de 1976 à 1981 ;
- Deng Xiaoping de 1981 à 1989 (pour la commission du parti) et 1983 à 1990 (pour la commission d’État) ;
- Jiang Zemin de 1989 à 2004 (commission du parti) et 1990 à 2005 (commission d’État) ;
- Hu Jintao de 2004 (commission du parti), de 2005 (commission d’État) à 2013 ;
- Xi Jinping depuis le 14 mars 2013 (commission du parti) et (commission d’État).

## Dirigeants du PCC après l'établissement de la RPC
| No                                                 | Portrait                                | Nom                                              | Début du mandat                         | Fin du mandat                           |
| Président du Comité central (1945-1982)            | Président du Comité central (1945-1982) | Président du Comité central (1945-1982)          | Président du Comité central (1945-1982) | Président du Comité central (1945-1982) |
| -------------------------------------------------- | --------------------------------------- | ------------------------------------------------ | --------------------------------------- | --------------------------------------- |
| 1                                                  |                                         | Mao Zedong (26 décembre 1893 - 9 septembre 1976) | 20 mars 1943                            | 9 septembre 1976                        |
| 2                                                  |                                         | Hua Guofeng (16 février 1921 - 20 août 2008)     | 7 octobre 1976                          | 28 juin 1981                            |
| 3                                                  |                                         | Hu Yaobang (20 novembre 1915 - 15 avril 1989)    | 29 juin 1981                            | 12 septembre 1982                       |
| Secrétaire général du Comité central (depuis 1982) |                                         |                                                  |                                         |                                         |
| 1                                                  |                                         | Hu Yaobang (20 novembre 1915 - 15 avril 1989)    | 12 septembre 1982                       | 15 janvier 1987                         |
| 2                                                  |                                         | Zhao Ziyang (17 octobre 1919 - 17 janvier 2005)  | 16 janvier 1987                         | 23 juin 1989                            |
| 3                                                  |                                         | Jiang Zemin (17 août 1926 - 30 novembre 2022)    | 24 juin 1989                            | 15 novembre 1992                        |
| 3                                                  | 15 novembre 1992                        | Jiang Zemin (17 août 1926 - 30 novembre 2022)    | 15 novembre 1997                        |                                         |
| 3                                                  | 15 novembre 1997                        | Jiang Zemin (17 août 1926 - 30 novembre 2022)    | 15 novembre 2002                        |                                         |
| 4                                                  |                                         | Hu Jintao (Né le 21 décembre 1942)               | 15 novembre 2002                        | 15 novembre 2007                        |
| 4                                                  | 15 novembre 2007                        | Hu Jintao (Né le 21 décembre 1942)               | 15 novembre 2012                        |                                         |
| 5                                                  |                                         | Xi Jinping (Né le 15 juin 1953)                  | 15 novembre 2012                        | 15 novembre 2017                        |
| 5                                                  | 15 novembre 2017                        | Xi Jinping (Né le 15 juin 1953)                  | 15 novembre 2022                        |                                         |
| 5                                                  | 15 novembre 2022                        | Xi Jinping (Né le 15 juin 1953)                  | en cours                                |                                         |